# Фітоалексини
Фітоалексини (від грец. phyton — рослина і грец. alexo — відбиваю, захищаю) — низькомолекулярні антибіотичні речовини вищих рослин, які виникають у відповідь на інфікування або контакт з метаболітами патогенних мікроорганізмів і накопичуються в рослинах до токсичних концентрацій.
Фітоалексини є окремим випадком фітонцидів, на непошкоджених частинах рослин вони відсутні. Виробляються тільки в пошкоджених місцях. При появі збудників інфекції вони пригнічують їх розмноження.
Нині виявлено близько 150 фітоалексинів, які синтезуються у 25-ти родинах рослин. Хімічна природа фітоалексинів залежить від виду рослин, може бути різні на різних органах рослини. Їх синтез можуть викликати не лише гриби, бактерії і віруси, а й важкі метали, радіоактивне випромінювання, тощо.